# ヤン・キルヒホフ
ヤン・キルヒホフ（Jan Kirchhoff, 1990年10月1日 - ）は、ドイツ・ヘッセン州フランクフルト・アム・マイン出身の元サッカー選手。現役時代のポジションはディフェンダー。

## 経歴
2007年から1.FSVマインツ05のユースチームでプレーし、2008年にトップチーム昇格した。
2013年1月に翌シーズンからのバイエルン・ミュンヘンへ移籍することが発表された。しかし、出場機会に恵まれず、12月27日、シャルケ04に1年半のレンタル移籍が決定した。
2016年1月、プレミアリーグのサンダーランドに2017年6月までの契約で移籍した。

## 代表歴
ドイツ代表として各年代でプレーした。

## タイトル
クラブ
バイエルン・ミュンヘン
- UEFAスーパーカップ 2013
- FIFAクラブワールドカップ 2013